# 坦奇乌帕齐拉
坦奇乌帕齐拉是孟加拉国吉大港专区班多尔班县的乌帕齐拉。根据1991年孟加拉国人口普查，其总人口数为16104人，其中男性人口占总人口数的55.61%，女性占44.39%，18岁及18岁以上的人口有8639人。